# Liste von Erdbeben auf Zypern
Die Liste von Erdbeben auf Zypern führt bedeutende Erdbeben an, die Auswirkungen auf dem Gebiet der Insel Zypern hatten.
Zypern liegt in einer komplexen Wechselwirkungszone zwischen Anatolien (das Teil der größeren Eurasischen Platte ist) und der Afrikanischen Platte. Diese beiden Platten kollidieren entlang des Zypernbogens, der Plattengrenze, die südlich der Insel verläuft. Diese Subduktionszone wird durch eine kleine Transformationsverwerfung versetzt, die als „Paphos-Transformationsverwerfung“ bekannt ist. Die Plattengrenze, kombiniert mit der Transformationszone des Toten Meeres und der ostanatolischen Verwerfung, ist verantwortlich für die Bewegung der Afrikanischen- und Arabischen Platte.

## Liste
Erläuterungen:
- Tote: Anzahl ist insbesondere bei weit zurückliegenden Beben oft nicht gesichert.
- Koordinaten: Sind bei Beben vor Beginn verlässlicher seismographischer Erfassung als Näherungswerte zu verstehen.
- Intensität: Wenn nicht anders angegeben, ist die Intensität auf der Modifizierten Mercalliskala gemeint.
- Magnituden:
  - MW: Momenten-Magnitude
  - MS: Oberflächenwellenmagnitude
  - M: Art der Magnitude unbekannt
- k. A. = keine Angaben möglich

| Datum (Ortszeit)   | Ort              | Tote  | Anmerkung | Koordinaten                  | Magnitude | Intensität | Beleg |
| ------------------ | ---------------- | ----- | --- | ---------------------------- | --------- | ---------- | ----- |
| 15 v. Chr.         | Salamis          | k. A. | Erdbeben 15 v. Chr. in Salamis mit extremen Schäden                                                                            | 35° 12′ 0″ N, 34° 0′ 0″ O    | k. A.     | k. A.      | [ 2 ] |
| 76                 | Paphos           | k. A. | Erdbeben in Paphos im Jahre 76 mit schweren Schäden                                                                            | 34° 48′ 0″ N, 32° 0′ 0″ O    | 6,9 M     | X          | [ 2 ] |
| 341                | Salamis          | k. A. | Katastrophen auf der ganzen Insel. Salamis wurde zerstört und die halbe Stadt im Meer gefunden. Großer Schaden auch in Paphos. | k. A.                        | 7,4 M     | IX         | [ 3 ] |
| 11. Mai 1222       | heutiges Kouklia | k. A. | Erdbeben 1222 mit der Auslösung eines Tsunamis                                                                                 | 34° 42′ 0″ N, 32° 36′ 0″ O   | 7,0–7,5 M | IX         | [ 4 ] |
| 15. März 1481      | Nikosia          | k. A. | | k. A.                        | 6,3 M     | VIII       |       |
| 24. April 1491     | Kofinou          | k. A. | Erdbeben in Kofinou mit erheblichen Schäden auf der ganzen Insel                                                               | k. A.                        | 7,0 M     | IX         | [ 3 ] |
| 1577               | k. A.            | k. A. | Tsunami | k. A.                        | 7,0–7,5 M | IX         |       |
| 29. Juni 1896      | Limassol         | k. A. | Erdbeben in Limassol mit mittleren Schäden                                                                                     | k. A.                        | k. A.     | k. A.      | [ 3 ] |
| 9. Mai 1930        | vor Paphos       | k. A. | Lokale Katastrophen | 34° 38′ 24″ N, 32° 11′ 24″ O | 5,4 M     | k. A.      | [ 5 ] |
| 20. Januar 1941    | Famagusta        | k. A. | Erdbeben in Famagusta 1941 mit zerstörten Häusern in Paralimni und Schäden in Famagusta, kleiner Tsunami                       | 35° 0′ 0″ N, 32° 30′ 0″ O    | 6,0 M     | VIII       | [ 2 ] |
| 10. September 1953 | Paphos           | 40    | Erdbeben in Paphos 1953 mit einem Tsunami                                                                                      | 35° 0′ 0″ N, 32° 30′ 0″ O    | 6,5 MS    | X          | [ 2 ] |
| 23. Februar 1995   | Paphos           | 2     | | 35° 3′ 0″ N, 32° 16′ 48″ O   | 5,9 MW    | VII        | [ 6 ] |
| 9. Oktober 1996    | vor Paphos       | 2     | | 34° 33′ 36″ N, 32° 7′ 48″ O  | 6,8 MW    | VII        | [ 7 ] |
| 11. August 1999    | Limassol         | k. A. | Gebäude beschädigt und Erdrutsche ausgelöst                                                                                    | 34° 47′ 24″ N, 32° 56′ 24″ O | 5,6 MW    | VII        | [ 8 ] |
| 11. Januar 2022    | Paphos           | 3     | nur kleinere Schäden | 35° 13′ 37″ N, 31° 56′ 38″ O | 6,6 MW    | VI         | [ 9 ] |